# Route d'Oulagan
La route d'Oulagan (en russe : Улаганский тракт), est une route régionale dans la république de l'Altaï reliant le village d'Aktach dans le raïon de Koch-Agatch à la rive sud du lac Teletskoïe dans le raïon d'Oulagan. Elle est dénommée 84K-1 d'Aktach à Balyktouïoul puis 84K-5 jusqu'au lac Teletskoïe.

## Histoire
La route d'Oulagan fut pendant longtemps un chemin pédestre empruntable par les chevaux. C'était ainsi le seul moyen d'atteindre Oust-Oulagan et la rive sud du lac Teletskoïe. La première volonté d'une route praticable apparaît dans le plan quinquennal de la région en 1932, en même temps que la volonté de construire la route de la Tchouïa. Cependant, le gouvernement régional préfère s'attarder à la construction de la route de la Tchouïa ainsi que de voies maritimes plutôt qu'étudier la construction de la route d'Oulagan. En février 1940, le bureau du comité régional du Parti communiste prévoit de rénover le sentier de 75 kilomètres entre Tchibit et Oust-Oulagan. La première partie de la route est alors construite, constituée principalement de graviers pour le pavement.
Ce n'est qu'en octobre 1989 que la route est achevée, grâce à la demande des touristes et au travail d' Arsenty Vasilyevich Sanaa, le directeur de la ferme d'État soviétique de l'Altaï qui en deux ans avec ses équipes, a construit la route de col de Katou-Iaryk, permettant de lier les villages de la vallée de la Tchoulyman, qui étaient jusque-là isolés.

## Itinéraire
- à Aktach km 0
- Yarlyamry km 4,1
- Tchibitka km 5,6
- Porte rouge km 8
- Lac Tcheïbek-Kol km 10,9
- Lac Ouzoun-Kol km 22,9
- Col d'Oulagan km 26,8
- Lac Ulaganskoïe km 29
- Koubarda km 44,3
- Entrée dans le village d'Oust-Oulagan km 51,4
- Bachkaous km 53,5
- Sortie d'Oust-Oulagan km 58
- Lac de Diagol km -61,6
- Bolchoï Oulagan km 64,4
- Balyktouïoul km 69,5
- Lacs Uch-Kol km 86,4
- Début de la descente du col Katou-Iaryk km 100
- Fin du col km 103,8
- Koo km 138,4Vallée de la Tchoulymann
- Balyktcha km 168,8
- Balyktcha km 168,9
- Achelman km 171,9

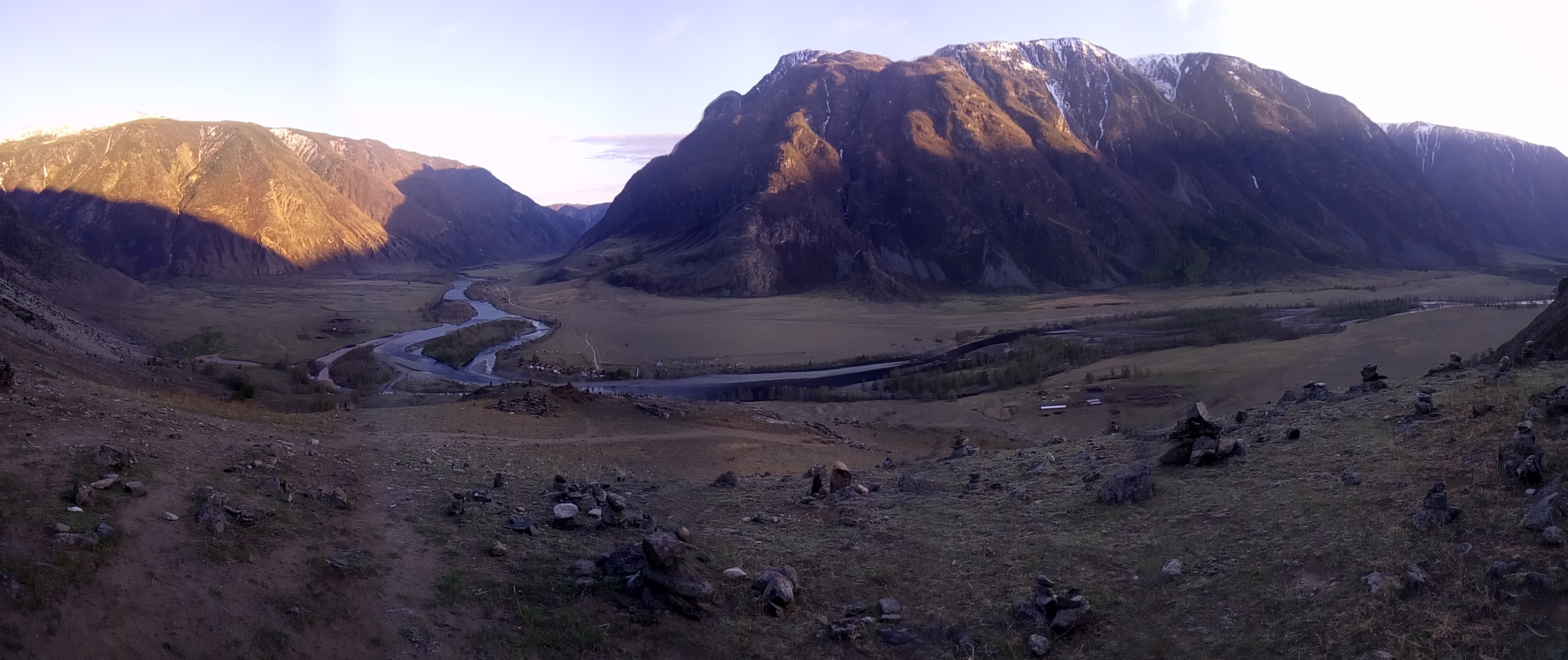
Vallée de la Tchoulymann

- Cap Kyrsay, Lac Telestkoïe km 179,9[1]

## Description

### D'Aktach à Balyktouïoul

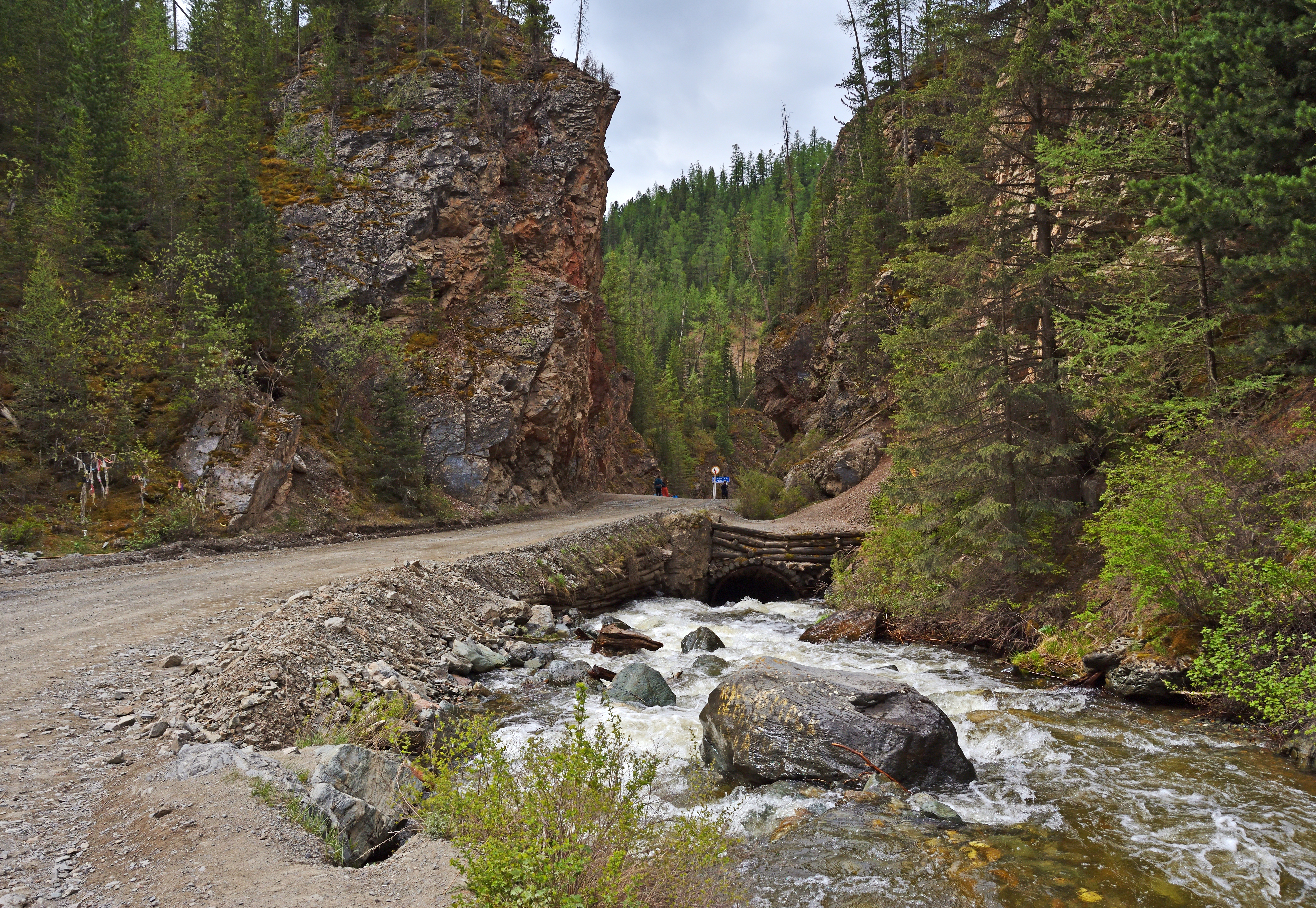
Porte rouge avec la rivière Tchibitka en contrebas.

La route d'Oulagan commence à Aktach à une intersection avec la route de la Tchouïa. Elle traverse le village et à la sortie du village, un chemin de terre allant à l'ancienne mine de mercure croise la route. La route bifurque alors vers le nord, en traversant la rivière Yarlyamry puis un kilomètre plus loin la rivière Tchibitka. La route se faufile alors dans les gorges de la Tchibitka et au kilomètre 8, elle traverse la porte rouge, des roches magmatiques avec une forte teneur en mercure qui ont été dynamitées afin de construire la route. Au 12ème kilomètre, elle longe le lac Tcheïbek-Kol avant de monter, longeant l'Ouzoun-Kol avant d'atteindre le col d'Oulagan à 2 080 m d'altitude. Une fois le col atteint, la route emprunte la vallée de la rivière Saryatchik, se dirigeant direction nord-est vers Oulagan. Au kilomètre 44, elle traverse la Koubarda puis 7 kilomètres après, elle atteint Oust-Oulagan. Dans le village, elle traverse la rivière Bachkaous puis elle bifurque à gauche dans le village, au croisement avec la route de Yazua menant à Saratan et Yazula. La route d'Oulagan se dirige vers le nord, et 3 kilomètres après être sortie du village, elle longe le lac de Diagol. Au kilomètre 64, elle traverse la rivière Bolchoï Oulagan et tourne à droite, avant d'atteindre 5 kilomètres plus loin le village de Balyktouïoul.

### De Balyktouïoul au lac Teletskoïe

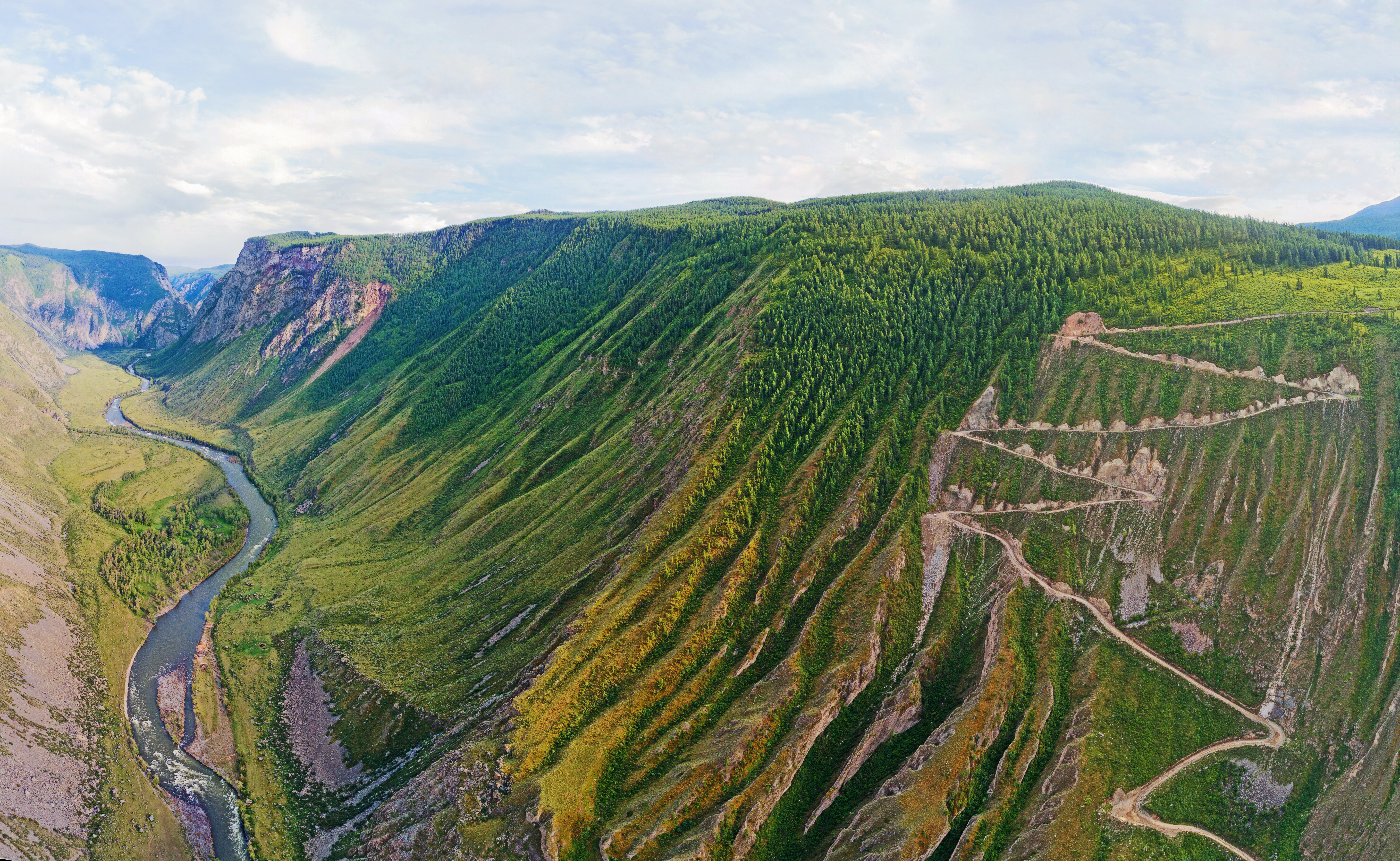
Col Katou-Iaryk

À partir de ce village, la route n'est plus numérotée 84K-1 mais 84K-5 et ce jusqu'à la fin de son parcours. Dans ce village, elle croise la route menant à Pasparta, mais bifurque vers l'est . Une fois sortie du village, la route passe à côté des tumulus de Pazyryk, puis peu de temps après elle tourne vers le nord et 15 kilomètres après les tumulus, elle passe à côté des trois lacs Utch-Kol. Elle continue ensuite son trajet en montant vers le col Katou-Iaryk. Au kilomètre 99, elle croise le chemin vers la cascade Baja-Kaya. À partir du kilomètre 100 et jusqu'au kilomètre 103, elle descende le col, d'une pente moyenne pour la chaussée de 18%, avec un dénivelé de 515 mètres sur 9 virages. Une fois le col descendu, la route tourne vers le nord-est en empruntant la vallée de la Tchoulychman. La route passe alors à côté de la cascade du Katou-Iaryk. Au kilomètre 130, un sentier croise la route permettant de se rendre aux cheminées de fée d'Akkouroum. 8 kilomètres plus loin, la route traverse le village de Koo, et traverse plusieurs torrents descendant des hauts-plateaux. Une fois le village passé, la route tourne vers le nord et au kilomètre 149, elle longe le lac Youli puis traverse peu après la rivière Bachkaus. Au kilomètre 168, la route arrive à Balyktcha et traverse dans le village la rivière du même nom, ainsi que la rivière Achelman. Après le pont sur la rivière Achelman, la route continue vers le nord jusqu'à arriver au cap Kyrsay, cap à l'embouchure de la Tchoulyman sur la rive méridionale du lac Teletskoïe.

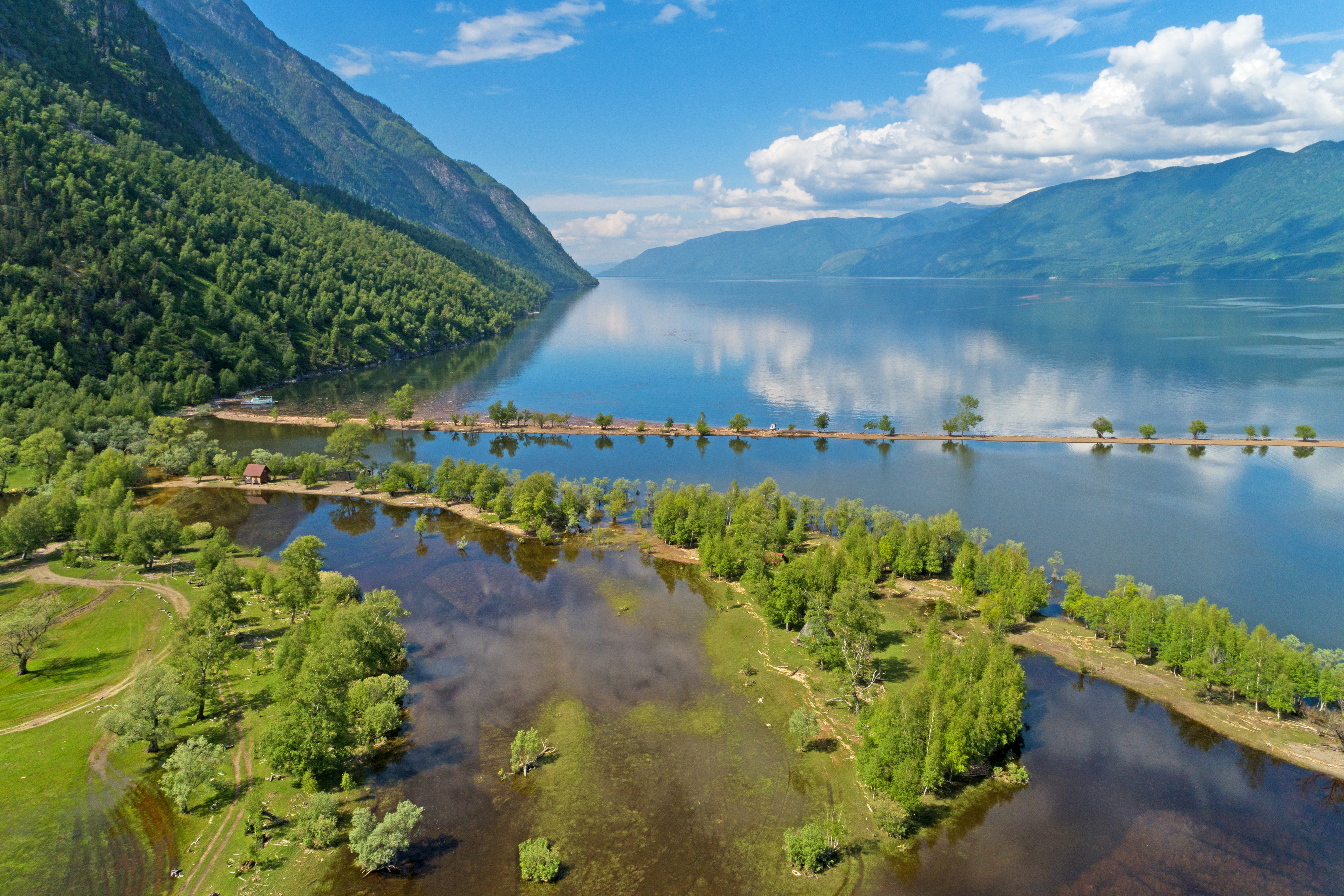
La route (à gauche) finissant sa course au lac Teletskoïe.

## Sites remarquables
La route est entourée de nombreux sites, attirant les touristes. Ainsi, de nombreux campings et logements pour les touristes ont été construits autour de la route. Parmi, les sites, on retrouve:
- Porte rouge, endroit où la route traverse des roches riches en mercure[4].
- Cinq tumulus de la culture Pazyryk après Balyktouïoul, où de nombreux objets de cette culture ont été retrouvés grâce aux fouilles archéologiques entreprises dès 1924. Les tumulus ont un diamètre compris entre 24 et 47 mètres, et avec une hauteur variant de 1,5 à 3,75 mètres[5].
- Col de Katou-Iaryk, construit entre 1987 et 1988 afin de raccorder au réseau routier les habitants de la vallée de la Tchoulyman. La pente de la montagne à cet endroit est de 73% avec un dénivelé de 515 mètres, mais la route a été construit en lacets afin de réduire la pente à 18% en moyenne[6].

## Galerie

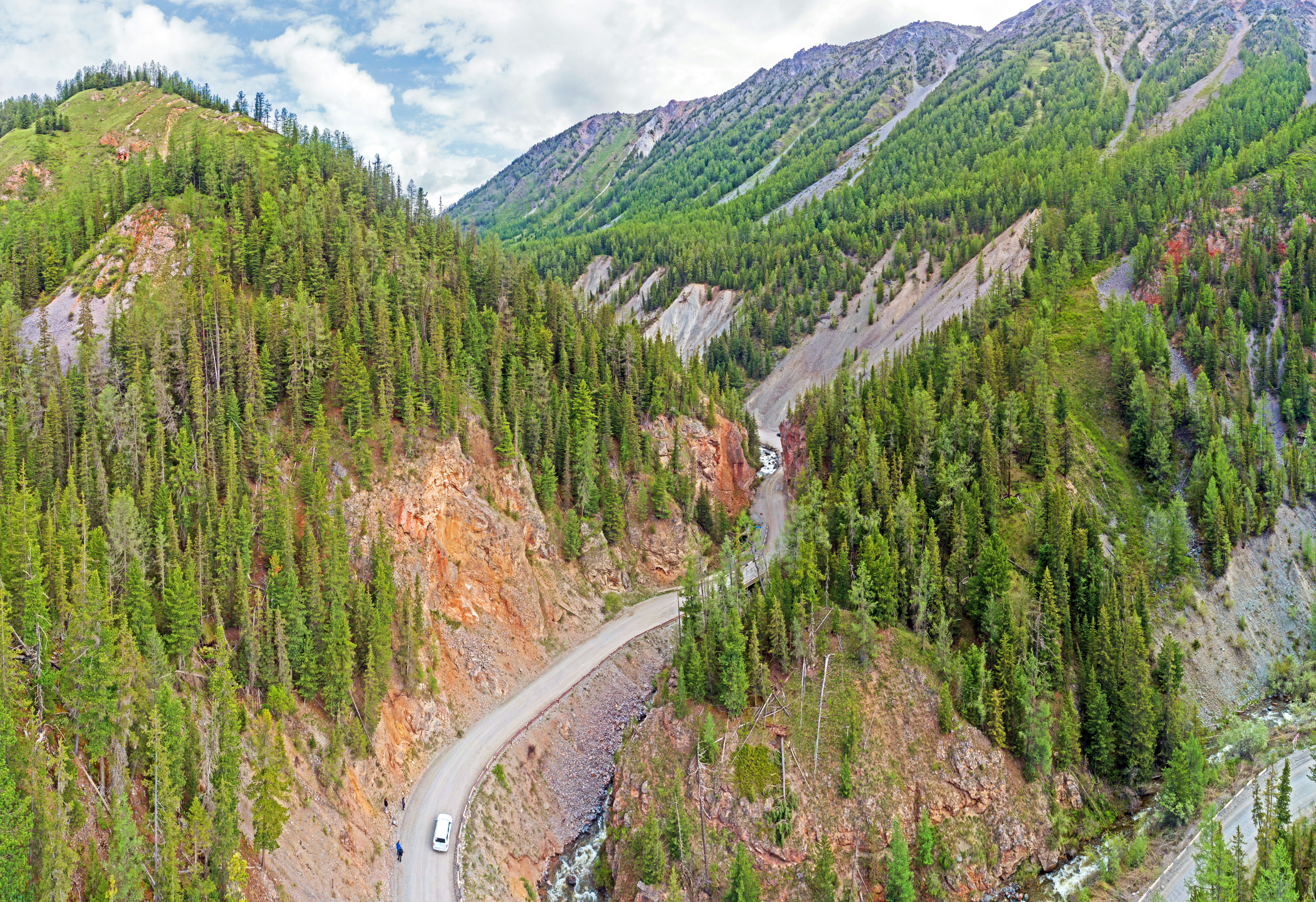
La porte rouge vu du dessus
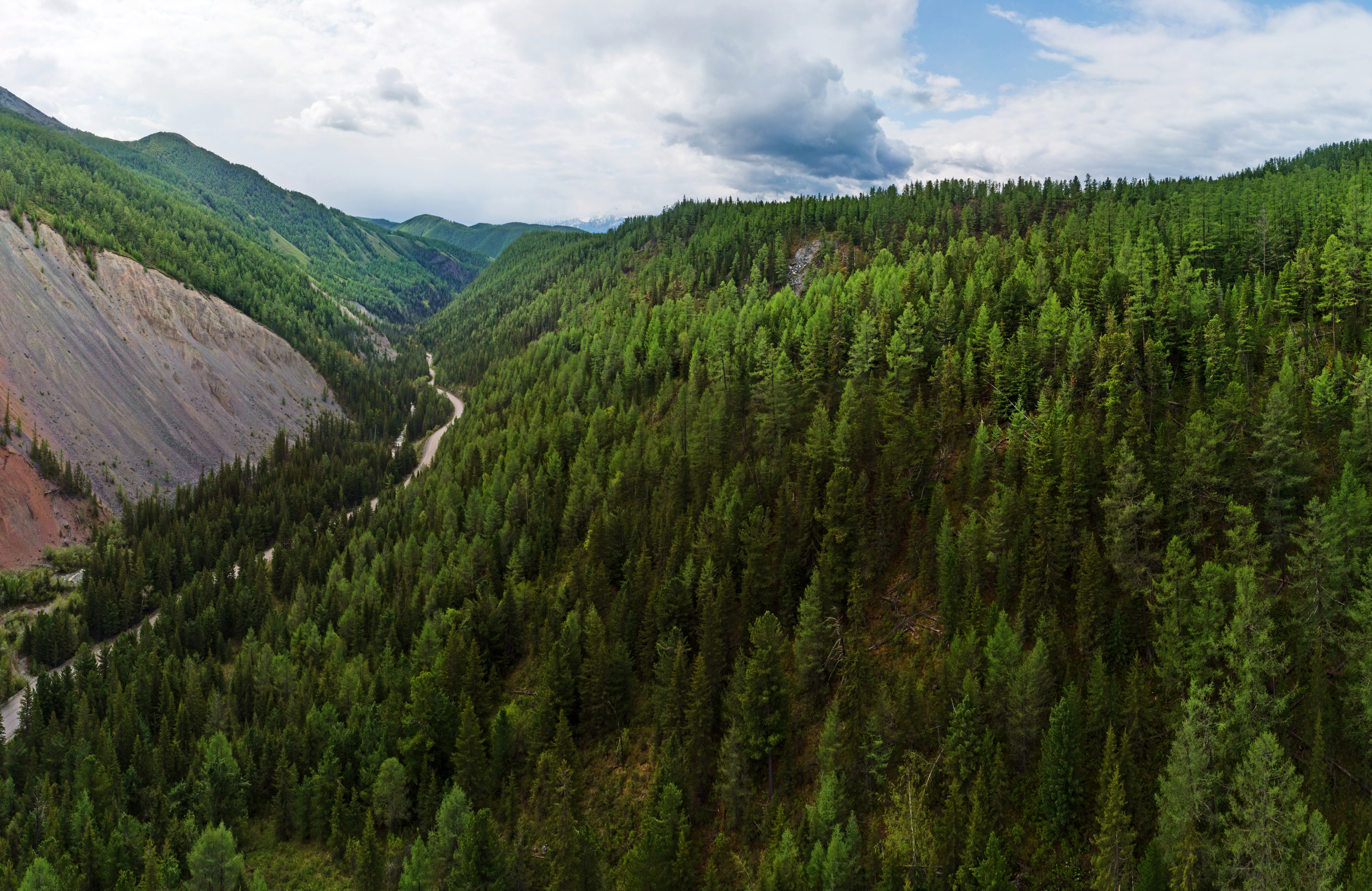
La route dans la vallée de la Tchibitka
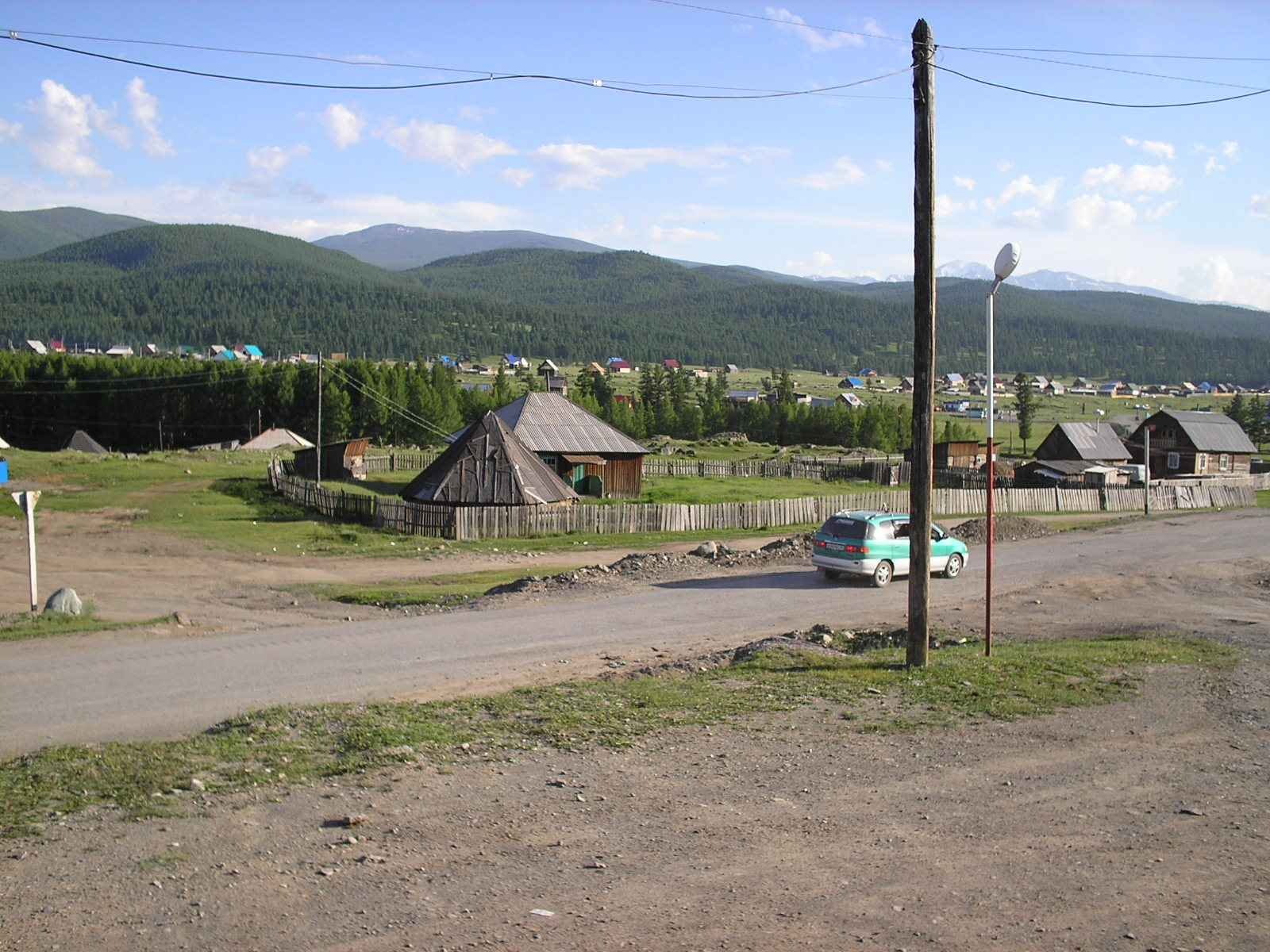
La route à Oust-Oulagan
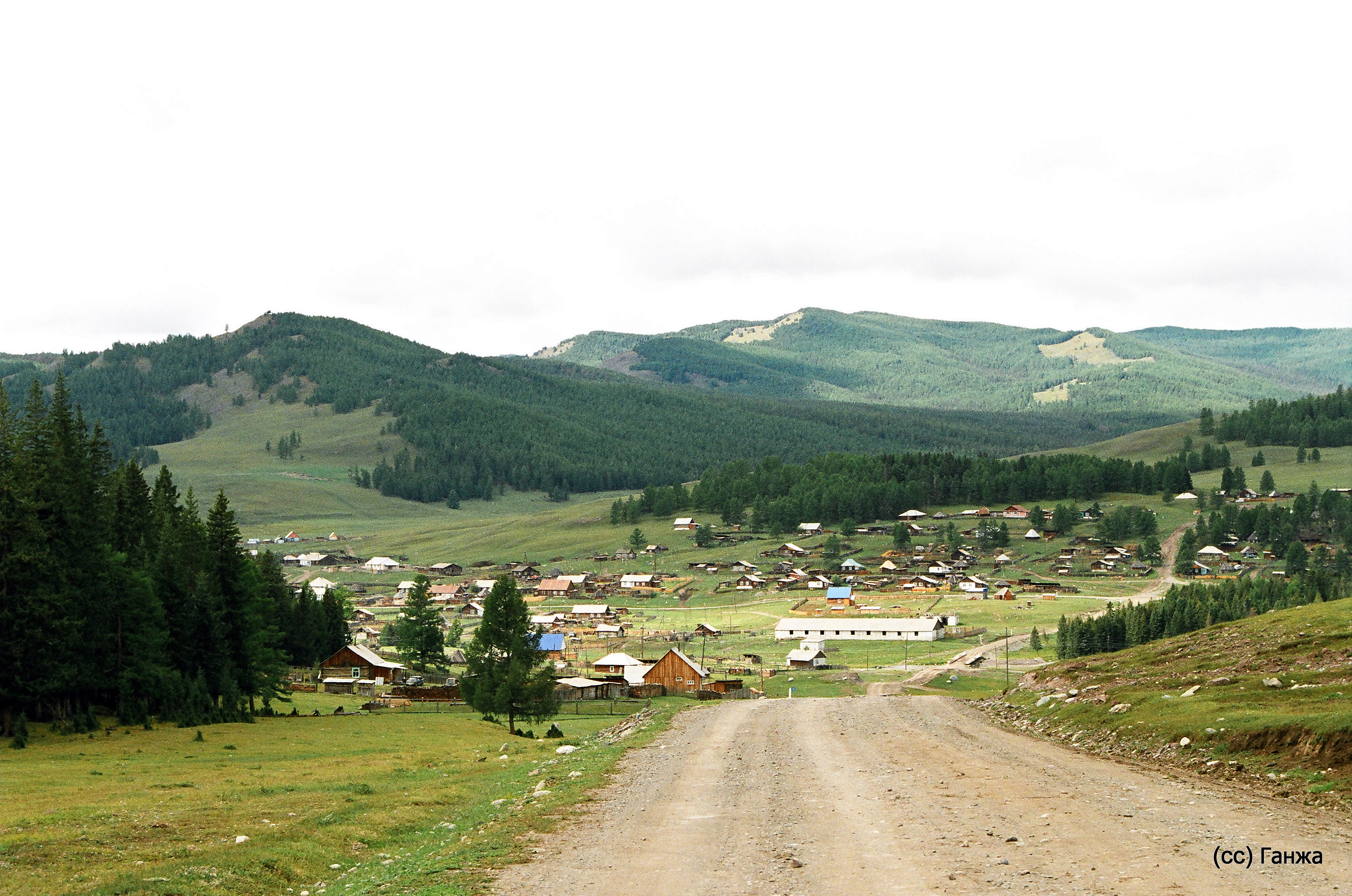
Vue de la route en arrivant à Balyktouïoul.
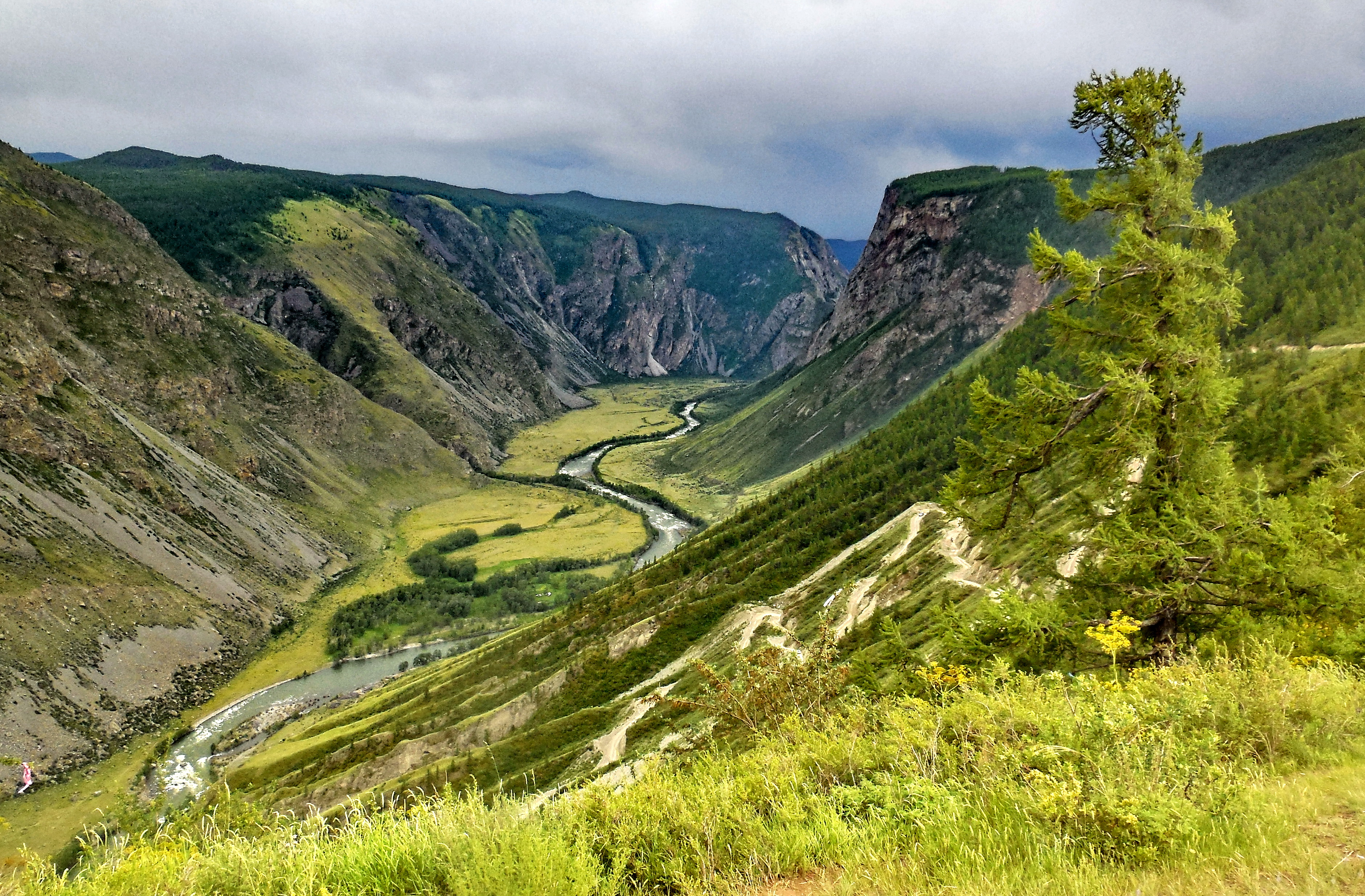
Panorama au col du Katou-Iaryk
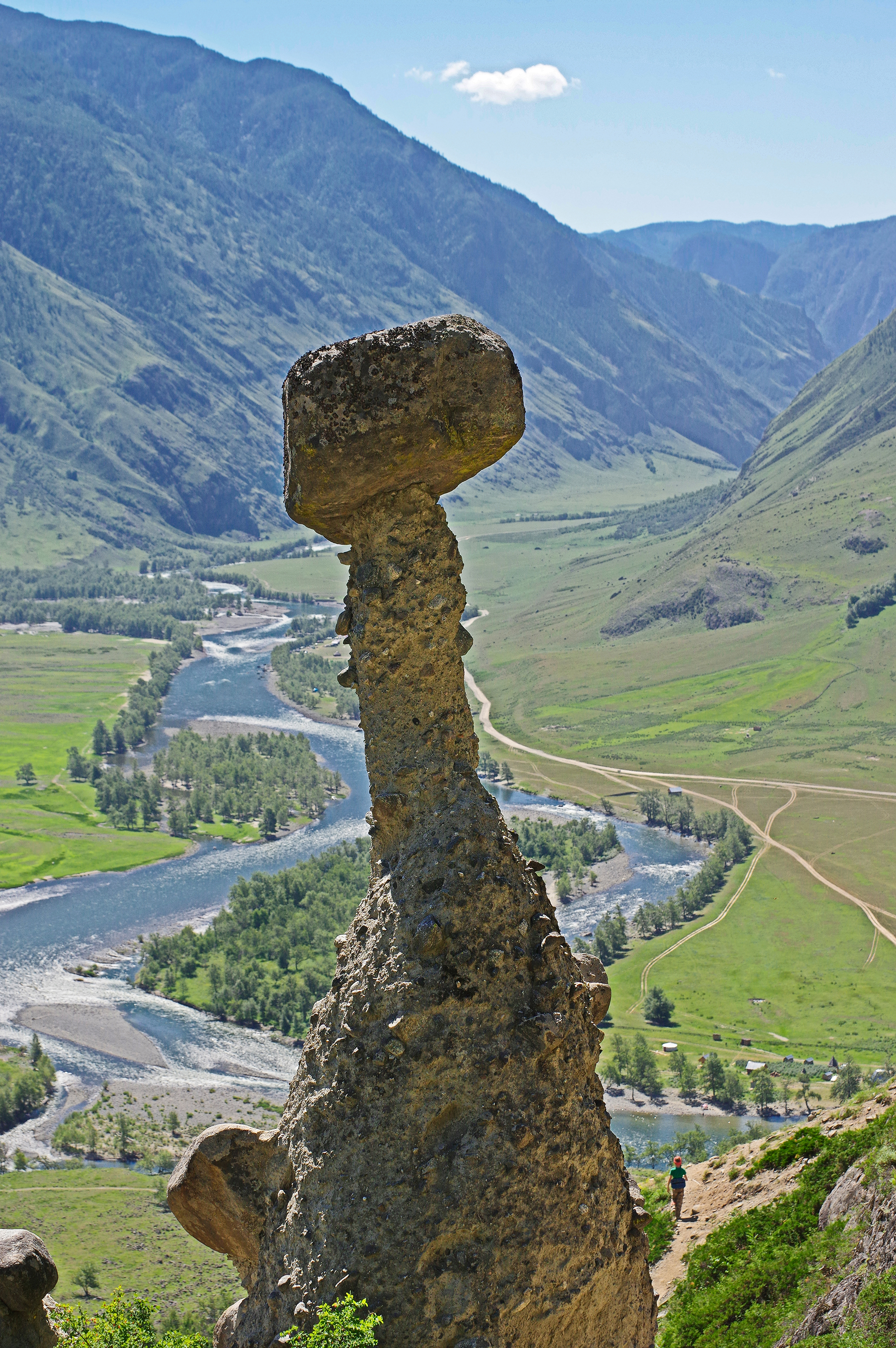
Une des cheminées de fée d'Akkouroum avec la route en arrière-plan.
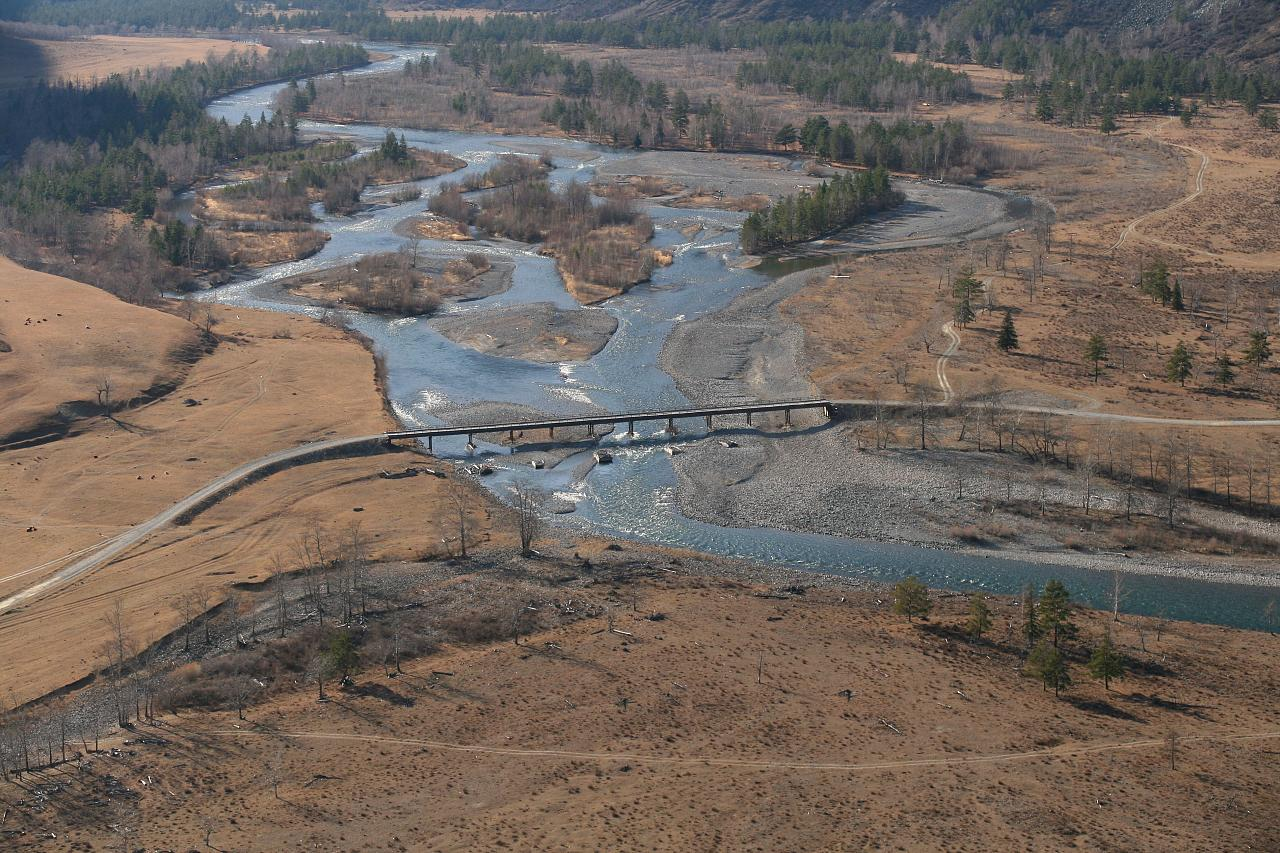
Pont sur la rivière Bachkaus